# Милешина, Ирина Николаевна
Ирина Николаевна Милешина (20 июля 1970, Лопатино, Пензенская область) — советская и российская биатлонистка, трёхкратная чемпионка Европы, призёр этапа Кубка мира, обладательница Кубка Европы, призёр чемпионата мира среди юниоров. Заслуженный мастер спорта России.

## Биография
Окончила ДЮСШ в селе Лопатино, первый тренер — Михаил Дмитриевич Тургенев; также проходила подготовку у М. Шашилова и Н. Чегодаева. Представляла спортивный клуб Вооружённых Сил и город Екатеринбург, а также клуб «Кедр» и город Новоуральск.
На юниорском чемпионате мира 1989 года в норвежском Воссе, где впервые в истории принимали участие девушки-юниорки, стала бронзовым призёром в спринте, уступив двум соотечественницам — Анне Кузьминой и Ольге Анисимовой, а в индивидуальной гонке была седьмой. В эстафете сборная СССР заняла второе место.
На первом в истории чемпионате Европы, в 1994 году в Контиолахти стала победительницей в спринте и в эстафете вместе с Ларисой Новосельской и Еленой Думновой. В индивидуальной гонке завоевала бронзовые медали.
На Кубке мира дебютировала в сезоне 1993/94 на этапе в Рупольдинге, заняв 15-е место в индивидуальной гонке. В сезоне 1994/95 на этапе в Бад-Гаштайне заняла третье место в спринте, показав свой лучший результат в карьере в личных видах. Последнюю гонку на Кубке мира провела в сезоне 1996/97, всего приняла участие в 32-х стартах.
Участвовала в двух чемпионатах мира. В 1995 году в Антерсельве была 33-й в индивидуальной гонке и 10-й — в командной гонке, а в 1996 году в Рупольдинге финишировала 38-й в индивидуалке и 10-й — в командной гонке.
Обладательница Кубка Европы сезона 1996/97. На чемпионате Европы 1997 года завоевала свою третью золотую медаль, в эстафете вместе с Татьяной Мартыновой и Альбиной Ахатовой.
По окончании спортивной карьеры перешла на тренерскую работу, работает в Училище олимпийского резерва № 1 г. Екатеринбурга.

### Результаты в общем зачёте Кубка мира
- 1993/94 — ? (11 очков)
- 1994/95 — ? (59 очков)
- 1995/96 — 65-е место (6 очков)
- 1996/97 — 53-е место (25 очков)

## Личная жизнь
Окончила Пензенский государственный педагогический университет им. В.Г. Белинского.